# کارن آگوستیاوان
کارن آگوستیاوان (به انگلیسی: Karen Agustiawan) (زاده ۱۹ اکتبر ۱۹۵۸) کارآفرین، صنعتگر و مدیر ارشد اجرایی اندونزیایی است، که در حال حاضر به‌عنوان مدیر عامل اجرایی شرکت نفتی پرتامینا فعالیت می‌نماید. این شرکت در سال ۲۰۱۲ با درآمدی بالغ بر ۷۰ میلیارد دلار، به‌عنوان بزرگترین شرکت دولتی اندونزی شناخته شد.
کارن آگوستیاوان در سال ۲۰۱۱ از سوی مجله فوربز، در رتبه اول از فهرست ۵۰ زن کارآفرین آسیا، قرار گرفت. وی سابقه مدیریت در شرکت‌های موبیل و هالیبرتون را نیز در کارنامه خود دارد.